# Cutane
La cutane est l'un des deux polymères présents dans la cuticule de certaines plantes. L’autre polymère, mieux connu, est la cutine. On considère la cutane comme un polymère hydrocarboné, tandis que la cutine est un polyester, mais la structure et la synthèse de la cutane ne sont pas encore entièrement comprises. La cutane est absente dans de nombreuses plantes au contraire de ce que l'on pensait autrefois ; elle est absente par exemple dans le Ginkgo.
La cutane a été détectée au début comme un composant non saponifiable, résistant à la désestérification par hydrolyse alcaline (en) et dont la quantité augmente dans les cuticules de certaines espèces telles que Clivia miniata lorsqu’elles arrivent à maturité, en remplaçant apparemment la cutine sécrétée dans les premiers stades de développement de la cuticule. La preuve que la cutane est un polymère hydrocarboné vient du fait que ses produits de pyrolyse-éclair sont une série homologue caractéristique d'alcanes et d'alcènes associés.
Son pouvoir protecteur est nettement supérieur à celui de la cutine.